# Giuseppe Galigani
Giuseppe Galigani es un exvoleibolista italiano.